# Liste des titres musicaux numéro un aux États-Unis en 2022
Cette page présente les titres musicaux numéro 1 chaque semaine en 2022 au Billboard Hot 100, le classement officiel des ventes de singles et de titres aux États-Unis établi par le magazine Billboard. Les dix meilleures ventes de l'année sont également listées.

## Classement hebdomadaire
| Date         | Artiste(s)                                                                                                | Titre                           | Référence |
| ------------ | --- | ------------------------------- | --------- |
| 1er janvier  | Mariah Carey                                                                                              | All I Want for Christmas Is You |           |
| 8 janvier    | Mariah Carey                                                                                              | All I Want for Christmas Is You |           |
| 15 janvier   | Adele | Easy on Me                      |           |
| 22 janvier   | Adele | Easy on Me                      |           |
| 29 janvier   | Adele | Easy on Me                      |           |
| 5 février    | Adassa, Stephanie Beatriz, Mauro Castillo (en), Rhenzy Feliz (en), Carolina Gaitán (en) et Diane Guerrero | We Don't Talk About Bruno (en)  |           |
| 12 février   | Adassa, Stephanie Beatriz, Mauro Castillo (en), Rhenzy Feliz (en), Carolina Gaitán (en) et Diane Guerrero | We Don't Talk About Bruno (en)  |           |
| 19 février   | Adassa, Stephanie Beatriz, Mauro Castillo (en), Rhenzy Feliz (en), Carolina Gaitán (en) et Diane Guerrero | We Don't Talk About Bruno (en)  |           |
| 26 février   | Adassa, Stephanie Beatriz, Mauro Castillo (en), Rhenzy Feliz (en), Carolina Gaitán (en) et Diane Guerrero | We Don't Talk About Bruno (en)  |           |
| 5 mars       | Adassa, Stephanie Beatriz, Mauro Castillo (en), Rhenzy Feliz (en), Carolina Gaitán (en) et Diane Guerrero | We Don't Talk About Bruno (en)  |           |
| 12 mars      | Glass Animals                                                                                             | Heat Waves                      |           |
| 19 mars      | Glass Animals                                                                                             | Heat Waves                      |           |
| 26 mars      | Glass Animals                                                                                             | Heat Waves                      |           |
| 2 avril      | Glass Animals                                                                                             | Heat Waves                      |           |
| 9 avril      | Glass Animals                                                                                             | Heat Waves                      |           |
| 16 avril     | Harry Styles                                                                                              | As It Was                       |           |
| 23 avril     | Jack Harlow                                                                                               | First Class                     |           |
| 30 avril     | Harry Styles                                                                                              | As It Was                       |           |
| 7 mai        | Harry Styles                                                                                              | As It Was                       |           |
| 14 mai       | Future featuring Drake et Tems                                                                            | Wait for U                      |           |
| 21 mai       | Jack Harlow                                                                                               | First Class                     |           |
| 28 mai       | Jack Harlow                                                                                               | First Class                     |           |
| 4 juin       | Harry Styles                                                                                              | As It Was                       |           |
| 11 juin      | Harry Styles                                                                                              | As It Was                       |           |
| 18 juin      | Harry Styles                                                                                              | As It Was                       |           |
| 25 juin      | Harry Styles                                                                                              | As It Was                       |           |
| 2 juillet    | Drake featuring 21 Savage                                                                                 | Jimmy Cooks                     |           |
| 9 juillet    | Harry Styles                                                                                              | As It Was                       |           |
| 16 juillet   | Harry Styles                                                                                              | As It Was                       |           |
| 23 juillet   | Harry Styles                                                                                              | As It Was                       |           |
| 30 juillet   | Lizzo | About Damn Time                 |           |
| 6 août       | Lizzo | About Damn Time                 |           |
| 13 août      | Beyoncé                                                                                                   | Break My Soul                   |           |
| 20 août      | Beyoncé                                                                                                   | Break My Soul                   |           |
| 27 août      | Nicki Minaj                                                                                               | Super Freaky Girl               |           |
| 3 septembre  | Harry Styles                                                                                              | As It Was                       |           |
| 10 septembre | Harry Styles                                                                                              | As It Was                       |           |
| 17 septembre | Harry Styles                                                                                              | As It Was                       |           |
| 24 septembre | Harry Styles                                                                                              | As It Was                       |           |
| 1er octobre  | Harry Styles                                                                                              | As It Was                       |           |
| 8 octobre    | Steve Lacy                                                                                                | Bad Habit                       |           |
| 15 octobre   | Steve Lacy                                                                                                | Bad Habit                       |           |
| 22 octobre   | Steve Lacy                                                                                                | Bad Habit                       |           |
| 29 octobre   | Sam Smith et Kim Petras                                                                                   | Unholy                          |           |
| 5 novembre   | Taylor Swift                                                                                              | Anti-Hero                       |           |
| 12 novembre  | Taylor Swift                                                                                              | Anti-Hero                       |           |
| 19 novembre  | Taylor Swift                                                                                              | Anti-Hero                       |           |
| 26 novembre  | Taylor Swift                                                                                              | Anti-Hero                       |           |
| 3 décembre   | Taylor Swift                                                                                              | Anti-Hero                       |           |
| 10 décembre  | Taylor Swift                                                                                              | Anti-Hero                       |           |
| 17 décembre  | Mariah Carey                                                                                              | All I Want for Christmas Is You |           |
| 24 décembre  | Mariah Carey                                                                                              | All I Want for Christmas Is You |           |
| 31 décembre  | Mariah Carey                                                                                              | All I Want for Christmas Is You |           |

## Classement annuel
Les 10 meilleures ventes de titres de l'année aux États-Unis selon Billboard :
1. Glass Animals - Heat Waves
2. Harry Styles - As It Was
3. The Kid Laroi et Justin Bieber - Stay
4. Adele - Easy on Me
5. Ed Sheeran - Shivers
6. Jack Harlow - First Class
7. Latto - Big Energy
8. Justin Bieber - Ghost
9. Kodak Black - Super Gremlin
10. Elton John et Dua Lipa - Cold Heart (Pnau remix)